# Trypetimorpha aschei
Trypetimorpha aschei är en insektsart som beskrevs av Huang och Thierry Bourgoin 1993. Trypetimorpha aschei ingår i släktet Trypetimorpha och familjen Tropiduchidae.
Artens utbredningsområde är Papua Nya Guinea. Inga underarter finns listade i Catalogue of Life.